# Amphoe Bang Lamung
Bang Lamung (บางละมุง) est un district (amphoe) situé dans la province de Chonburi, dans l'Est de la Thaïlande.
Le district est divisé en 8 tambon et 61 muban. Il comprenait environ 210 000 habitants en 2005.
On y trouve notamment la station balnéaire de Pattaya et l'île de Koh Larn.

## Histoire
Le district de Sattahip en a été séparé en 1937.